# Нуну Секейра
Нуну Секейра (порт. Nuno Sequeira, нар. 19 серпня 1990, Порту) — португальський футболіст, захисник клубу «Брага».

## Клубна кар'єра
Народився 19 серпня 1990 року в місті Порту. Розпочав займатись футболом у клубы «Сеньйора-да-Ора», а 2006 року потрапив в академію «Лейшойнша».
Не пробившись в основну команду «Лейшойнша», 2009 року Секейра був відданий в оренду в клуб третього за рівнем дивізіону країни «Леса», який згодом викупив контракт гравця.
Влітку 2011 року повернувся в «Лейшойнш», де знову не зміг закріпитись і був відданий в оренду в «Фафе», по заверешенні якої нарешті зміг закріпитись у «Лейшойнші» і за сезон 2012/13 провів 37 матчів у Сегунді, забивши 1 гол.
Влітку 2013 року Секейра перейшов у «Насьонал», з яким 23 листопада того ж року дебютував у Прімейрі в матчі проти «Порту» (1:1). Втім за перші два сезони у клубі Нуно зіграв лише 13 матчів у вищому дивізіоні і основним гравцем у клубі з Фуншала став лише у сезоні 2015/16 — зігравши у 31 матчі чемпіонаті від допоміг команді зайняти 11 місце. Втім вже наступного сезону клуб виступав невдало і став останнім, вилетівши у Сегунду.
Після цього 24 травня 2017 року Секейра перейшов у «Брагу». Станом на 2 серпня 2018 року відіграв за клуб з Браги 7 матчів в національному чемпіонаті.

## Виступи за збірну
2008 року дебютував у складі юнацької збірної Португалії, взяв участь у 3 іграх на юнацькому рівні.

## Титули і досягнення
- Володар Кубка португальської ліги (1):

«Брага»: 2019-20
- Володар Кубка Португалії (1):

«Брага»: 2020-21